# Consejo Internacional para la Ciencia
El Consejo Internacional para la Ciencia (o ICSU - International Council for Science, por sus siglas en inglés)  fue una organización internacional no gubernamental abocada a la cooperación internacional para el avance de la ciencia, fundada en 1931.

## Historia
El ICSU era conocido hasta 1988 como Consejo Internacional de Uniones Científicas, que a su vez representa la sucesión de la Asociación Internacional de Academias (en inglés International Association of Academies, IAA, 1899-1914) y el Consejo Internacional de Investigaciones (en inglés International Research Council, IR, 1919-1931).
En julio de 2018, el ICSU se fusionó con el Consejo Internacional de Ciencias Sociales (ISSC) para formar el Consejo Científico Internacional (ISC).

## Integrantes

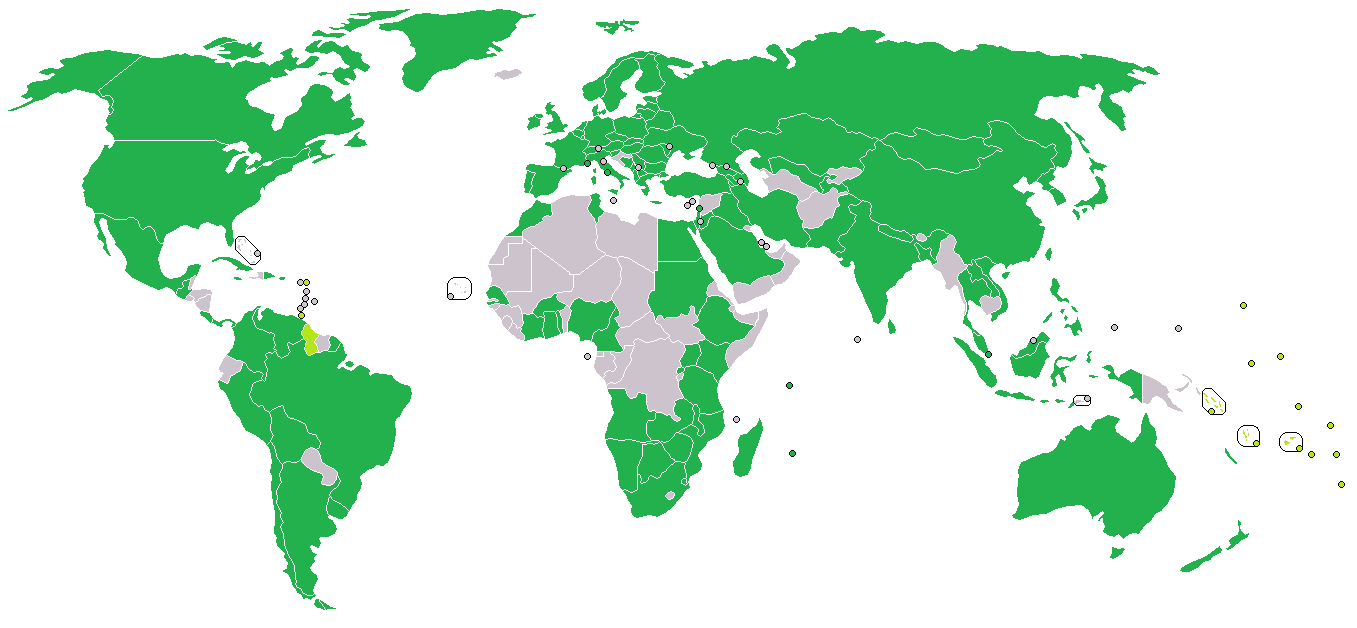
Miembros del Consejo Internacional para la Ciencia.

Sus miembros son cuerpos científicos nacionales y uniones científicas internacionales, incluyendo la Unión Matemática Internacional, la Unión Internacional de Química Pura y Aplicada, la Unión Geográfica Internacional, la Unión Astronómica Internacional y la Unión Internacional de Ciencia Psicológica, o comités como el Comité Científico para la Investigación en la Antártida.
En 2017, el ICSU contaba con 122 miembros científicos nacionales multidisciplinarios, asociados y observadores que representaban a 142 países y 31 uniones científicas internacionales disciplinarias. Asimismo, tenía 22 Asociados Científicos.

## Misión
Sus objetivos eran:

Identificar y dirigir temas de importancia para la ciencia y la sociedad, movilizando los recursos y conocimientos de la comunidad científica, para promover la participación de todos los científicos, indistintamente de su raza, ciudadanía, lenguaje, tendencia política o género en un único esfuerzo científico internacional, para facilitar la interacción entre distintas disciplinas científicas y entre científicos de países "en desarrollo" con países "desarrollados",  para estimular el debate constructivo actuando como una voz autorizada independiente para ciencia internacional y científicos.